# Christopher Isherwood
Christopher William Bradshaw Isherwood (ur. 26 sierpnia 1904 w High Lane, zm. 4 stycznia 1986 w Santa Monica) – brytyjsko-amerykański powieściopisarz i dramaturg.
Znany jest przede wszystkim jako autor opowiadań o Berlinie z wczesnych lat 30. XX wieku. Powieści Isherwooda z tego okresu są silnie oparte na jego własnych doświadczeniach. Tekst powieści Pożegnanie z Berlinem stał się podstawą scenariusza filmu Kabaret (1972) w reżyserii Boba Fosse’a. Wśród innych jego dzieł wymienia się nieprzetłumaczoną na język polski powieść autobiograficzną Christopher and His Kind, na podstawie której BBC wyprodukowało film pod tym samym tytułem; oraz Samotnego mężczyznę, zaadaptowanego na ekrany przez Toma Forda w 2009 roku.

Jestem jak aparat fotograficzny z otwartą przesłoną, aparat całkiem bierny, taki który nie myśli, tylko rejestruje. Rejestruje mężczyznę golącego się w oknie naprzeciwko i kobietę w kimonie, zajętą myciem włosów. Kiedyś to wszystko będzie musiało zostać wywołane, zdjęcia starannie odbite, utrwalone.

## Życiorys
Jego ojcem był żołnierz Francis Edward Bradshaw Isherwood, a matką Kathleen Bradshaw Isherwood z domu Machell Smith. Uczęszczał do koledżu Corpus Christi w Cambridge. Po skończeniu szkoły pracował jako prywatny nauczyciel i sekretarz, w międzyczasie pracując nad pierwszą powieścią, All the Conspirators, wydaną w 1928 roku. W tym samym roku Isherwood rozpoczął studia medyczne na King’s College London, jednak zrezygnował po kilku miesiącach.
W marcu 1929 odwiedził znajomego poetę W.H. Audena w Berlinie. Dziesięciodniowa wizyta wywarła na nim ogromne wrażenie i pod koniec roku Isherwood przeprowadził się do tego miasta. Tam skończył pisać drugą powieść, The Memorial (1932). W kolejnych latach stworzył trzy dramaty wspólnie z Audenem, z których szczególną popularnością cieszył się drugi, The Ascent of F6. Kontynuował pisanie dziennika, który stał się podstawą do kolejnych dwóch książek: Pan Norris się przesiada (1935) i Pożegnanie z Berlinem (1939), wydanych przez Hogarth Press. Druga z nich składała się z opowiadań publikowanych wcześniej w lewicowym magazynie New Writing, w których przedstawił obraz miasta naznaczonego bezrobociem, biedą i atakami na Żydów i komunistów, opisując także hedonistyczne życie nocne. Również w 1939 ukazała się książka podróżnicza Journey to a War, również powstała we współpracy z Audenem, zainspirowana ich niedawną podróżą do Chin.
Jeszcze w 1939 roku Isherwood zdecydował się na emigrację do Stanów Zjednoczonych, osiedlając się w Kalifornii. Przez kilka następnych lat zajmował się studiowaniem wedanty, klasycznej filozofii indyjskiej, i nie napisał żadnej powieści. Dokonał tylko nowego przekładu Bhagawadgity i skompilował zbiór artykułów różnych autorów pt. Vedanta for the Western World. Od tamtej pory przez ponad 25 lat sam regularnie publikował artykuły do religijnego magazynu Vedanta and the West. W 1945 roku Pan Norris się przesiada i Pożegnanie z Berlinem zostały wspólnie wydane w USA pod tytułem The Berlin Stories. Rok późnej pisarz przyjął amerykańskie obywatelstwo. W 1947 roku razem z fotografem Williamem Caskeyem wyruszył w podróż do Ameryki Południowej, co zaowocowało wspólną książką The Condor and the Cows (1949). W 1951 wydał pierwszą książkę na temat wedanty pt. Vedanta for Modern Man. Jego kolejną powieścią była The World in the Evening (1954). W tamtym czasie Isherwood rozpoczął także wykładanie na Uniwersytecie Stanu Kalifornia w zakresie współczesnej literatury angielskiej.
W 1962 ukazała się powieść Down There on a Visit, a w 1964 – Samotny mężczyzna, często uznawana za jego najlepsze dzieło. W 1966 wydawnictwo Simon & Schuster opublikowało zbiór opowiadań, recenzji i artykułów Isherwooda pt. Exhumations, a rok później ukazała się jego ostatnia powieść, A Meeting by the River. W 1971 roku pisarz wydał książkę Kathleen and Frank opowiadającą historię jego rodziny, a w 1976 ukazała się autobiografia Christopher and His Kind. Następna książka, October, była kolekcją portretów artysty Dona Bachardy’ego, do której Isherwood dopisał teksty.
W 1981 roku został u niego zdiagnozowany rak prostaty. Pisarz zmarł w 1986 roku w wieku 81 lat w swoim domu w Santa Monica. Jego ciało zostało przeznaczone Uniwersytetowi Kalifornijskiemu w Los Angeles do celów naukowych, a jego prochy zostały następnie rozrzucone nad morzem.
W 1997 roku Sharon Stone odkryła niepublikowane wcześniej opowiadanie Jacob’s Hands: A Fable, napisane kilkadziesiąt lat wcześniej we współpracy z Aldousem Huxleyem. Zostało ono wówczas oficjalnie wydane nakładem St. Martin’s Press. Od lat 90. zaczęły także ukazywać się dzienniki Isherwooda, zebrane w poszczególnych tomach przez znawczynię literatury Katherine Bucknell, a także jego prywatna korespondencja z Donem Bachardym.

## Życie prywatne
Był osobą homoseksualną. W 1932 roku rozpoczął związek z Heinzem Neddermeyerem, z którym rok później wyjechał do Grecji, uciekając przed III Rzeszą. Po tym jak Neddermeyerowi odmówiono prawa wstępu do Wielkiej Brytanii, para mieszkała m.in. w Kopenhadze, Brukseli i Amsterdamie. Był później związany z fotografem Williamem Caskeyem. Od 1953 aż do śmierci Isherwooda jego partnerem był malarz Don Bachardy.
Pod koniec lat 30. pisarze Gerald Heard i Aldous Huxley zaznajomili Isherwooda z wedantą – indyjską filozofią powiązaną z Hinduizmem, z którą miał utożsamiać się przez resztę życia.

## Twórczość
| - 1928: All the Conspirators - 1932: The Memorial - 1935: Pan Norris się przesiada (Mr Norris Changes Trains) - 1939: Pożegnanie z Berlinem (Goodbye to Berlin) - 1945: Prater Violet - 1954: The World in the Evening - 1962: Down There on a Visit - 1964: Samotny mężczyzna (A Single Man) - 1967: A Meeting by the River - 1951: Vedanta for Modern Man - 1963: An Approach to Vedanta - 1965: Ramakrishna and His Disciples - 1969: Essentials of Vedanta - 1980: My Guru and His Disciple | - 1935: The Dog Beneath the Skin (z W.H. Audenem) - 1937: The Ascent of F6 (z W.H. Audenem) - 1938: On the Frontier (z W.H. Audenem) - 1973: Frankenstein: The True Story (z Donem Bachardym) - 1939: Journey to a War (z W.H. Audenem) - 1949: The Condor and the Cows (z Williamem Caskeyem) - 1938: Lions and Shadows - 1971: Kathleen and Frank - 1976: Christopher and His Kind - 1983: October (z Donem Bachardym) - 1945: The Berlin Stories - 1966: Exhumations |